# Třída Marathon
Třída Marathon (jinak též třída Medea) byla třída chráněných křižníků druhé třídy britského královského námořnictva. Po dokončení byly reklasifikovány na křižníky třetí třídy. Celkem bylo postaveno pět jednotek této třídy. Ve službě byly od roku 1889. Po vyřazení byly sešrotovány.

## Stavba
Jednalo se o zmenšenou verzi třídy Mersey. Marathon, Magicienne a Melpomene byly upraveny pro službu v zámoří. Jejich výtlak byl o 150 tun větší a rychlost o 0,25 uzlu nižší. Celkem bylo v letech 1887–1890 postaveno pět jednotek této třídy.
Jednotky třídy Marathon:
| Jméno      | Loděnice            | Založení kýlu  | Spuštěna        | Vstup do služby | Poznámka               |
| ---------- | ------------------- | -------------- | --------------- | --------------- | ---------------------- |
| Marathon   | Fairfield, Govan    | 10. srpna 1897 | 23. srpna 1888  | 1889            | Do šrotu prodána 1905. |
| Magicienne | Fairfield, Govan    | 10. srpna 1897 | 12. května 1888 | 1889            | Do šrotu prodána 1905. |
| Medea      | Chatham Dockyard    | 25. dubna 1887 | 9. června 1888  | 1889            | Do šrotu prodána 1914. |
| Medusa     | Chatham Dockyard    | 25. srpna 1887 | 11. srpna 1888  | 1889            | Do šrotu prodána 1920. |
| Melpomene  | Portsmouth Dockyard | 10. října 1887 | 20. září 1888   | 1890            | Do šrotu prodána 1905. |

## Konstrukce

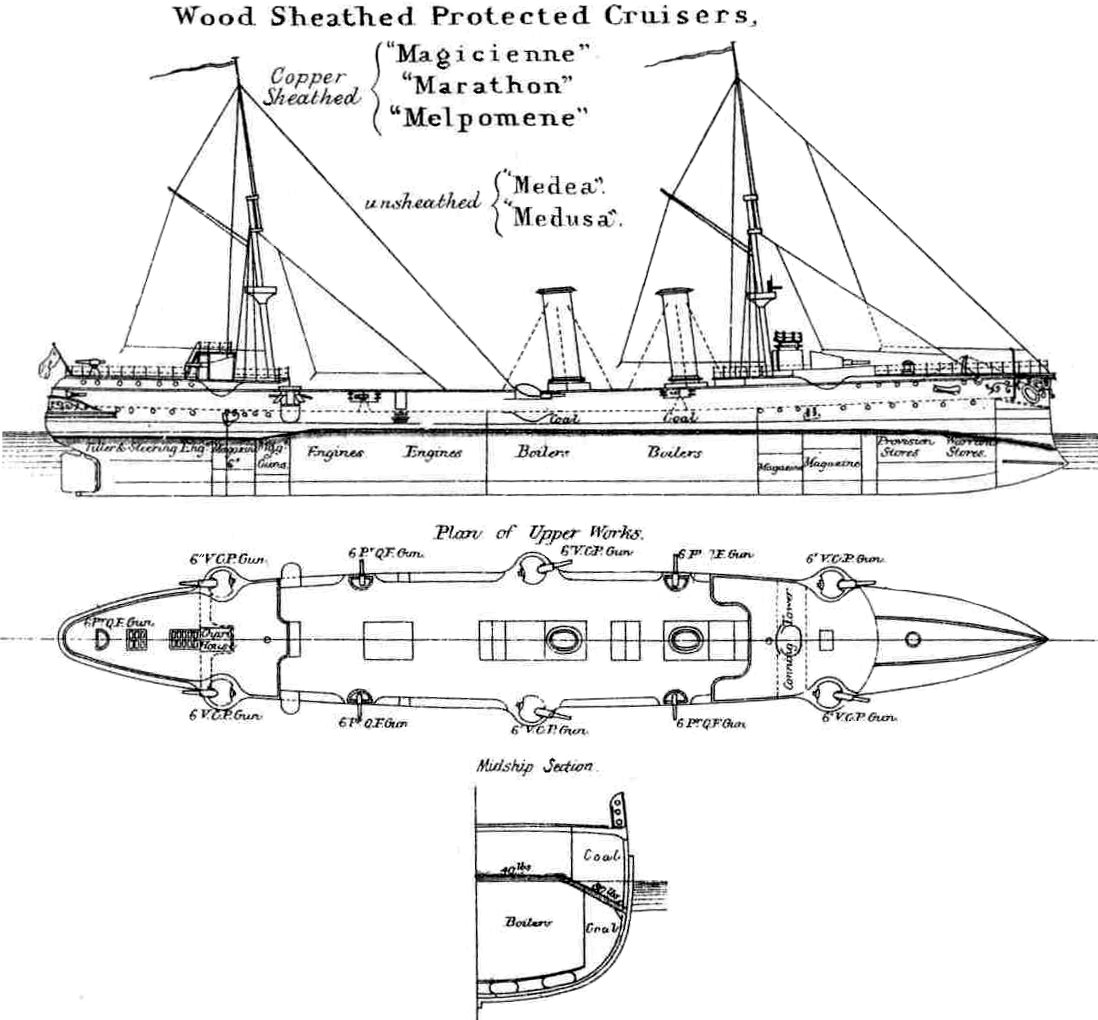
Základní uspořádání třídy

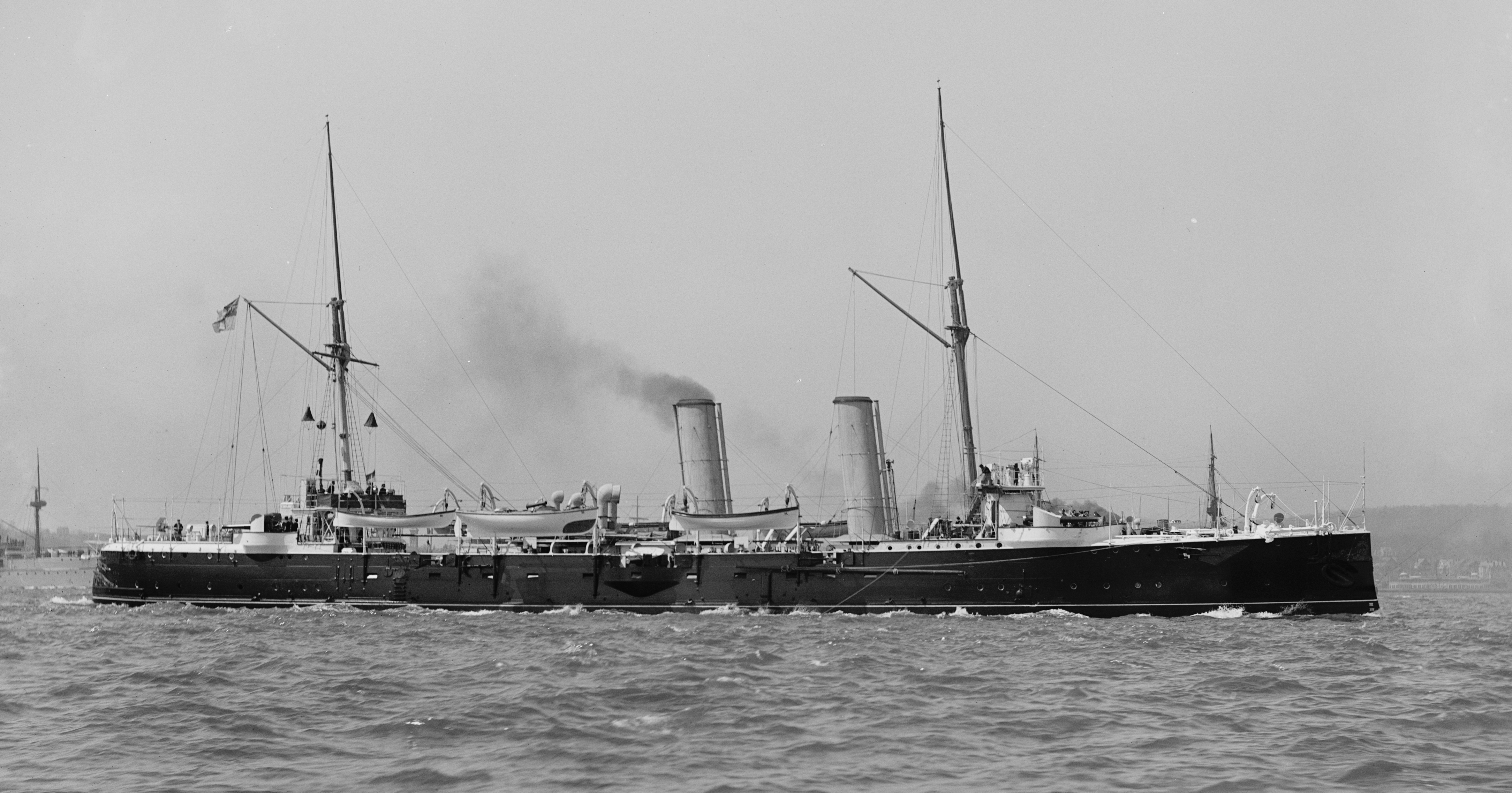
Magicienne

Křižníky nesly šest 152mm kanónů, které doplňovalo devět 57mm kanónů, jeden 47mm kanón, tři kulomety a čtyři 356mm torpédomety. Pohonný systém tvořilo šest kotlů a dva parní stroje o výkonu 9000 ihp, pohánějící dva lodní šrouby. Nejvyšší rychlost dosahovala 20 uzlů. Dosah byl 8000 námořních mil při rychlosti 10 uzlů.

### Modernizace
V 90. letech 19. století křižníky dostaly nové rychlopalné 152mm kanóny.